# Mimoclystia bergeri
Mimoclystia bergeri es una especie de polilla de la familia Geometridae, descrita por primera vez por Max Gaede en 1915, con distribución en Kenia y Malaui. El holotipo de la especie fue descrita en los alrededores de Kisumu, en el límite entre Uganda y Kenia.

## Descripción
Las alas anteriores cuentan con su área basal marrón grisáceo y luego, subiendo por el margen interno, se ve una banda marrón más clara. El ala posterior es marrón grisáceo, sin punto celular. La parte inferior cuenta con ambos puntos celulares nítidos, banda clara distintiva.